# 양효진
양효진(梁孝眞, 1989년 12월 14일 ~ )은 대한민국의 여자 배구 선수로 포지션은 센터이다. 현재 수원 현대건설 배구단의 일원으로 활약하고 있다.

## 선수 경력

### 아마추어 선수 시절
양효진은 1989년 12월 14일 부산광역시에서 출생하였으며, 수정초등학교 4학년 때 신장이 165cm였고, 부산여자중학교 3학년 때 186cm까지 성장하였다.남성여자고등학교를 졸업하였으며, 프로 입단 무렵에는 190cm까지 성장했다.

### 프로 선수 시절
남성여고를 졸업하고 2007년에 신인 드래프트에서 1라운드 4순위로 지명받아서 현대건설에 입단했다. 프로 데뷔 시즌 정규 리그에 양효진은 그 해 신인들 중에서는 가장 많은 득점(308점)을 기록했고, 블로킹 감각도 뛰어나 전체 3위(세트당 0.57개)를 차지했다. 그러나 그 해 우승을 차지한 GS칼텍스의 센터 배유나에게 밀려 신인왕 수상에는 실패했다. 남성여고 시절 시간차 공격만을 시도하여 속공이 부족하고, 키에 비해 체중이 너무 적게 나간다는 것이 단점으로 지목되기도 한다. 이동 공격은 아직 능숙하지 않지만 본인이 적극적으로 시도하려고 하기에 상당히 희망적이며 속공도 점차 위력적으로 되어가고 있다. 드래프트에서 앞순위는 아니었으나 센터부분에서 김세영과 김혜진과 더불어 단연 두각을 나타내고 있는 장신 센터이다.
양효진은 베이징 올림픽 최종 예선 국가대표로 선발되어 태릉선수촌에 입촌했다.
2013년 1월 26일 성남실내체육관에서 열린 도로공사와의 원정경기에서 40득점을 올리면서 팀 승리에 기여했는데, 40득점은 2012년 12월 30일 흥국생명과의 경기에서 기록한 개인 최다 득점 26점을 경신한 것이다.
2018-2019 시즌이 끝나고 FA 자격을 취득하였으며, 연봉 3억 5천만원에 계약을 체결함으로써 원 소속팀인 현대건설에 잔류했다.

## 개인 기록
정규리그 기준
| 시즌    | 출장 | 출장 | 득점 | 공격 | 서브 | 블로킹 |
| 시즌    | 경기 | 세트 | 득점 | 공격 | 서브 | 블로킹 |
| ------- | ---- | ---- | ---- | ---- | ---- | ------ |
| 2007-08 | 28   | 110  | 308  | 233  | 12   | 63     |
| 2008-09 | 28   | 109  | 357  | 275  | 13   | 69     |
| 2009-10 | 28   | 101  | 382  | 271  | 12   | 99     |
| 2010-11 | 24   | 91   | 346  | 261  | 11   | 74     |
| 2011-12 | 30   | 120  | 483  | 334  | 34   | 115    |
| 2012-13 | 29   | 102  | 476  | 338  | 38   | 100    |
| 2013-14 | 30   | 113  | 560  | 410  | 32   | 118    |
| 2014-15 | 30   | 116  | 365  | 239  | 19   | 107    |
| 2015-16 | 28   | 108  | 466  | 358  | 28   | 80     |
| 2016-17 | 30   | 117  | 406  | 282  | 26   | 98     |
| 2017-18 | 30   | 116  | 485  | 356  | 28   | 101    |
| 합계    | 315  | 1203 | 4634 | 3357 | 253  | 1024   |

## 국가대표 경력
- 2008년 베이징 올림픽 최종예선, 제1회 AVC컵 여자배구대회
- 2009년 월드그랑프리, 아시아 여자배구 선수권 대회, 월드그랜드챔피언스컵
- 2010년 광저우 아시안 게임
- 2012년 런던올림픽
- 2014년 인천 아시안 게임
- 2016년 리우데자네이루 올림픽
- 2018년 자카르타-팔렘방 아시안게임
- 2018년 여자배구 세계선수권
- 2020년 도쿄 올림픽

## 수상 경력

### 단체 수상

#### 국가대표팀
- 대한민국 여자 배구 국가대표팀 (2008-2021)
  - 아시안 게임
    -  우승 (1회) : 2014
    -  준우승 (1회) : 2010
    -  3위 (1회) : 2018

  - 아시아 선수권
    -  준우승 (1회) : 2015
    -  3위 (4회) : 2011, 2013, 2017, 2019

  - AVC컵
    -  준우승 (1회) : 2014
    -  3위 (1회) : 2010

#### 개인 클럽
- 수원 현대건설 힐스테이트 (2007-)
  - V-리그
    - 챔피언결정전
      -  우승 (2회) : 2010-11, 2015-16
      -  준우승 (3회) : 2009-10, 2011-12, 2014-15
      -  3위 (2회) : 2012-13, 2017-18

    - 정규리그
      -  1위 (2회) : 2009-10, 2010-11
      -  1위 (시즌 조기종료) (2회) : 2019-20, 2021-22
      -  2위 (1회) : 2015-16
      -  3위 (4회) : 2011-12, 2012-13, 2014-15, 2017-18

  - KOVO컵
    -  우승 (3회): 2014, 2019, 2021
    -  준우승 (3회) : 2009, 2013, 2015

### 개인 수상

#### 국가대표팀
- 대한민국 여자 배구 국가대표팀 (2008-2021)
  - 그랜드챔피언스컵
    - 블로킹상 (1회) : 2009

#### 개인 클럽
- 수원 현대건설 배구단 (2007-)
  - V-리그 챔프전 MVP (1회) : 2015-16
  - V-리그 베스트7(센터) (7회) : 2014-15, 2015-16, 2016-17, 2017-18, 2018-19, 2019-20, 2020-21
  - V-리그 블로킹상 (5회) : 2009-10, 2010-11, 2011-12, 2012-13, 2013-14
  - V-리그 공격상 (1회) : 2013-14

## 방송 경력

### 개인
- 2013년 4월 27일 무한도전 - 게스트 (327회 방송분 출연)
- 2020년 6월 7일 집사부일체 - 게스트 (123회 방송분 출연)
- 2021년 9월 1일 유 퀴즈 온 더 블럭 - 게스트 (121회 방송분 출연)
- 2022년 6월 18일 아는형님 - 게스트 (337회 방송분 출연)